# Maria Mambo Café
Pour les articles homonymes, voir Café.
Maria Mambo Café, née le 6 février 1945 à Cabinda et morte 1er décembre 2013 à Lisbonne, est une femme politique angolaise.

## Biographie
Née le 6 février 1945 dans la province de Cabinda au nord de l'Angola, Maria Mambo Café suit des études en économie avant de s'engager en politique au sein du Mouvement populaire de libération de l'Angola. En 1974, elle participe aux discussions préalables aux accords d'Alvor et occupera divers postes au sein du parti, avant de rejoindre le gouvernement.
Lorsqu'elle accède au poste de ministre des Affaires sociales en 1982, Maria Mambo Café est la première femme à occuper un poste gouvernemental dans l'histoire de son pays.